# سیارک ۱۸۸۷۲
سیارک ۱۸۸۷۲ (به انگلیسی: 18872 Tammann، نامگذاری:1999VR20) هجده هزار و هشتصد و هفتاد و دومین سیارک کشف شده‌است که در ۸ نوامبر ۱۹۹۹ کشف شد.
قدر مطلق سیارک برابر ۱۳٫۹۰ است.